# 阿爾班 (昆迪納馬卡省)

阿爾班是哥倫比亞的城鎮，位於該國中部，由昆迪納馬卡省負責管轄，距離首府波哥大59公里，始建於1882年，面積57平方公里，海拔高度2,298米，2005年人口5,820。
4°52′00″N 74°27′00″W / 4.86667°N 74.45°W